# 北琴江
北琴江，位于中华人民共和国广东省东部，是梅江左岸支流，上游也称中坝河，发源于紫金县中坝镇袁田村，东北流至中坝镇治上石水后转东南流，至敬梓镇洋高村右纳水墩水后转东北流，进入五华县境内，进入五华县后也称华阳水，东北流至华阳镇大拔村后再次转东南流，最后于梅林镇琴口村与梅江上游南琴江汇合。河长56千米，河床平均比降0.48‰，流域面积620平方千米。北琴江流域地势自西北和东北向东南倾斜，地形复杂，重峦叠嶂，丘陵谷地相间，平原仅分布于沿河盆谷中。历史上北琴江水旱灾害较为频繁。